# 噴門腺
胃の噴門腺（ふんもんせん、Cardiac glands）は、粘液を分泌する。噴門腺は、数が少なく、食道が胃につながる噴門に近いところに所在する。